# Canto marinaresco

Marinai che cantano, mentre lavorano a bordo

Un canto marinaresco (in inglese sea shanty, scritto anche chantey o chanty) è un tipo di canto di lavoro che era un tempo comunemente usato per accompagnare il lavoro a bordo dei grandi velieri mercantili. Il termine shanty in inglese, si riferisce perlopiù a uno stile specifico di canzone di lavoro appartenente al repertorio storico dei marinai; tuttavia, recentemente, il termine è usato anche per definire un repertorio più ampio, con caratteristiche meno peculiari.
Di origine etimologica incerta, la parola shanty è emersa nella metà del XIX secolo, in riferimento a un genere sensibilmente distinto di canzone di lavoro, sviluppatosi specialmente sui velieri mercantili americani, che erano di uso preminente nei decenni antecedenti alla Guerra di Secessione Americana. Le canzoni marinaresche avevano la funzione di economizzare il lavoro, soprattutto nei grandi velieri con ciurma ridotta e dure mansioni. La pratica di cantare fra i marinai divenne infine comune internazionalmente e per tutta l'era delle grandi barche a vela.
I canti marinareschi hanno i loro antecedenti nei canti di lavoro degli inglesi e di altre tradizioni marittime nazionali. Essi furono notevolmente influenzati da canzoni degli afroamericani, come quelle cantate mentre si caricavano manualmente con il cotone i velieri nei porti degli Stati Uniti meridionali. Il repertorio marinaresco prese in prestito i motivi della musica popolare, inclusi i Minstrel show, le marce o comunque repertori popolari; questi erano adattati per corrispondere alle forme musicali corrispondenti alle varie mansioni richieste per il funzionamento della nave. Fra le mansioni, che spesso richiedevano uno sforzo coordinato di gruppo, vi erano quella di levare l'ancora, issare le vele, salpare.
Il genere marinaresco era caratterizzato da testi piuttosto flessibili, che nella pratica permettevano l'improvvisazione e la possibilità di allungare o accorciare la canzone a seconda delle circostanze. La caratteristica più di comune è quella della domanda e risposta, effettuata fra un solista e il resto dei lavoratori che costituivano il coro. Il solista, detto in inglese shantyman, era apprezzato per l'utilizzo di un linguaggio piccante, presenza lirica e voce forte. Se la ciurma era numerosa, lo shantyman non lavorava, e il suo rango era pari al nostromo, al carpentiere e all'addetto alle vele (ref. Hugill Stan "Shanties from the Seven Seas" pag. 30). I canti non prevedevano l'accompagnamento strumentale e, nella loro origine storica, erano cantati solo in ambito lavorativo e raramente in contesti orientati all'intrattenimento. Anche se prevalentemente in inglese, i canti marinareschi sono stati tradotti o ancora creati in altre lingue europee.
Il passaggio alle navi a vapore e l'uso di macchine per la maggior parte delle mansioni a bordo, verso la fine del XIX secolo, significò una graduale diminuzione della funzione pratica di questi canti; il loro uso divenne quindi trascurabile nella meta del XX secolo. Nonostante ciò, l'eredità di questi canti venne preservata dai marinai veterani e dagli appassionati di musica folcloristica. Il lavoro di scrittura e in alcuni casi di registrazione, fu una fonte fondamentale per un revival di questo genere come attività di svago. Le registrazioni musicali commerciali, la letteratura popolare, e altri media, specialmente negli anni '20 del Novecento, hanno suscitato interesse per i canti marinareschi. I contesti moderni di esecuzione di queste canzoni hanno influenzato la loro forma, il loro contenuto, e il modo in cui sono comprese come artefatti storici e culturali. Le interpretazioni recenti vanno dallo stile tradizionale di professionisti, teso a ricreare fedelmente la scena musicale marittima, all'adozione del repertorio marinaresco da parte di musicisti legati ad altri stili popolari.

## La parolashanty

### Etimologia
L'origine della parola shanty è sconosciuta, anche se sono state proposte numerose teorie senza che si potesse giungere ad un accordo unanime. Una delle più recenti e più accreditate teorie fa risalire la parola al francese chant (in italiano canto), a sua volta derivato dal tardo latino cantare.
Il fatto di usare canzoni o canti per accompagnare i lavori in mare, precedette il bisogno di trovare un termine a questo genere. Una delle prime apparizioni del termine chanty per indicare queste canzoni è di G. E. Clark in Seven Years of a Sailor's Life, 1867. Narrando un viaggio in un clipper da Bombay a New York nei primi anni Sessanta dell'Ottocento, Clark scrisse: "The anchor came to the bow with the chanty of 'Oh, Riley, Oh,' and 'Carry me Long,' and the tug walked us toward the wharf at Brooklyn" (in italiano "l'ancora venne portata a prua con gli '"chanty"' di 'Oh, Riley, Oh', e 'Carry me Long,' e il rimorchiatore ci portò verso il molo di Brooklyn"). Inoltre, raccontando un altro viaggio fuori da Provincetown (Massachusetts), nel 1865 scrisse:
Inoltre, Clark fa riferimento al cantante solista definendolo chanty man, e agli stivatori mentre scaricavano il carico dai vascelli, chiamandoli chanty men o chanty gang.
Ancora prima di Clark, gli stivatori furono definiti chanty men, attorno alla fine del 1840. Charles Nordhoff osservava i gruppi di lavoro occupati nel cosiddetto "cotton-screwing" (letteralmente: avvolgimento del cotone) presso Mobile Bay, in Messico. Definito da Nordhoff come uno dei lavori più pesanti, l'avvolgimento del cotone richiedeva l'uso di larghi jackscrew per comprimere e spingere con forza le balle di cotone nelle stive delle navi in partenza. I gruppi di lavoro erano composti da quattro uomini, che ritmavano i loro sforzi per avvolgere il cotone attraverso delle canzoni chiamate chants.

### Spelling
Lo spelling della parola non è stato mai pienamente standardizzato, e la sua forma rimane piuttosto incoerente sino a dopo gli anni Venti. Mentre, come si è visto, le fonti americane usavano lo spelling "chanty", in due articoli inglesi molto simili del 1868 e del 1869 apparve la parola "shanty". In ogni caso, i primi scrittori che diedero una certa rilevanza al genere, cioè quelli che per primi dedicarono ai canti marinareschi più di una semplice citazione, spesso usavano la forma con il "ch", a prescindere dalla loro nazionalità.
Nel 1915, comunque, il musicologo inglese Richard Runciman Terry rivolgendosi alla Royal Musical Association affermò che la parola andasse scritta con "sh" iniziale, convinto che lo spelling dovesse corrispondere all'effettiva pronuncia. Inoltre, nelle sue successive raccolte di "shanty", usò costantemente questo spelling. Joanna Colcord, che si occupò della raccolta di canti marinareschi americani, riprese in larga parte i canti del primo libro di Terry e anch'ella pensò fosse sensato adottare lo spelling "shanty" nella sua raccolta del 1924.
I lavori di Terry furono utilizzati per le prime registrazioni commerciali e esibizioni pubbliche dei canti marinareschi - specialmente perché, a differenza dei lavori precedenti, essi fornivano spartiti (con un accompagnamento al pianoforte sufficientemente lungo) e testi adatti all'esibizione. Anche il lavoro di Colcord si rivelò utile da questo punto di vista e fu utilizzato come fonte da artisti della British folk revival come A. L. Lloyd e Ewan MacColl. I lavori di Terry e Colcord furono seguiti da altre numerose raccolte e partiture di canti marinareschi, che continuarono ad utilizzare lo spelling "shanty". mentre altre continuarono insistentemente con lo spelling "chanty", per mantenersi fedeli a quella che loro ritenevano essere l'origine etimologica del termine. A partire dal tardo XX secolo, lo spelling "shanty" divenne il più diffuso per gli inglesi del Commonwealth, mentre lo spelling "chanty" rimase più diffuso negli Stati Uniti.
Il termine "sea shanty" porta con sé la stessa ridondanza di un termine come "ATM machine" o Tè Chai, in quanto la parola "shanty" già da sola va ad indicare una canzone relativa ai canti di lavoro marinareschi. Durante gli anni Venti del Novecento, la parola è diventata di uso comune fra i commentatori meno colti, anche se non era documentato questo uso presso i marinai stessi, ed è stata utilizzata da autori competenti in materia come Stan Hugill. Il termine "sea shanty/chantey" è quindi divenuto di uso popolare, in quanto serve per indicare questo genere di canto di lavoro e non essere confuso con gli altri significati della parola "shanty" in inglese.